# Theatinerstraße
La Theatinerstraße est une rue de la vieille ville de Munich. 

## Situation et accès
Elle relie l'Odeonsplatz au Marienhof, au sud, et abrite un certain nombre de bâtiments classiques et plusieurs magasins. La rue doit son nom à la Theatinerkirche attenante ; on l'appelait autrefois Hintere Schwabinger Gasse.

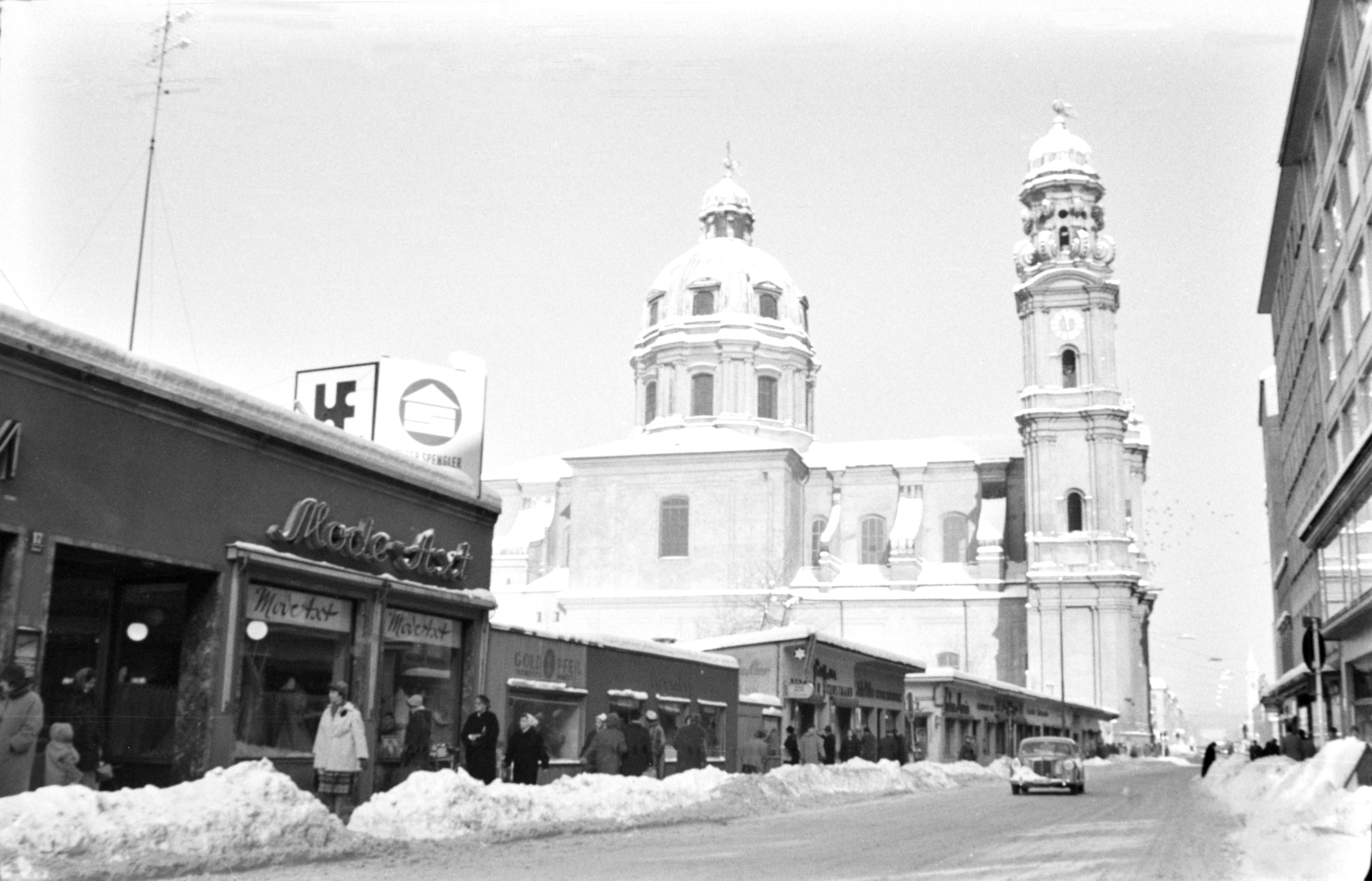
Hiver 1959

L'ensemble de la rue est une zone piétonne et non praticable pour la circulation individuelle motorisée.
La Theatinerstraße est accessible par le métro de Munich, depuis la station de métro Odeonsplatz. Toujours sur l'Odeonsplatz, il y a un arrêt de bus desservi par les lignes N40, N41 et 100. Le tramway de Munich dessert la rue, avec l'arrêt Theatinerstraße.

## Origine du nom
La Theatinerstraße à Munich tire son nom de la Theatinerkirche.

## Historique
La Theatinerstraße s'étend sur 380 mètres, du sud de l'Odeonsplatz jusqu'au Marienhof. A l'extrémité nord du Marienhof, la Theatinerstraße se transforme au carrefour de la Schäfflergasse en Weinstraße, qui passe ensuite devant le nouvel hôtel de ville jusqu'à la Marienplatz. La Theatinerstraße – Weinstraße fait partie de la route commerciale médiévale nord-sud, qui existait au moment de la fondation de la ville au XIIe siècle et traversait la route du sel sur la Marienplatz dans une direction est-ouest. Là, jusqu'en 1691, se trouvait la Hinteres Schwabinger Tor également appelée Wilbrechtsturm (tour Wilbrecht). Jusqu'en 1817, la Schwabinger Tor extérieure se trouvait à l'extrémité nord de la Theatinerstraße.

## Bâtiments remarquables et lieux de mémoire
- Palais Moy[3]
- Palais Preysing
- Arco-Palais[3]
- Feldherrnhalle[3]
- Église des Théatins[3]

### Rue commerçante
De nombreuses marques internationales ont des succursales sur la Theatinerstraße, notamment Armani, Zara, Esprit et Bose. EIle abrite également le Fünf Höfe, qui compte 60 autres magasins, plusieurs restaurants et la Kunsthalle de la Hypo-Kulturstiftung.